# East Bergholt
East Bergholt és un llogaret al districte de Babergh de Suffolk, Anglaterra, just al nord de la frontera d'Essex.
La ciutat i l'estació de ferrocarril més propera és Manningtree, Essex. East Bergholt es troba a deu milles al nord de Colchester i a 8 milles al sud d'Ipswich. Les escoles inclouen l'escola secundària East Bergholt, una escola completa per a nens d’entre 11 i 16 anys i una escola primària.
Durant el segle xvi, els seus habitants es van fer ben coneguts pel radicalisme protestant. Alguns dels seus ciutadans van ser martiritzats durant el regnat de la reina Maria I, i el martiròleg protestant John Foxe va registrar les seves històries en la seva famosa obra "Fets i monuments" (Acts and monuments, també conegut com Llibre dels màrtirs de Foxe).
East Bergholt és el lloc de naixement del pintor John Constable, el pare del qual era amo de Flatford Mill (molí de Flatford). Flatford i Dedham, Essex, tots dos popularitzats per John Constable, són a poca distància a peu d'East Bergholt.